# Dūkštas
Dūkštas ( escoltar (?·pàg.)) és una ciutat del districte municipal d'Ignalina situada al comtat d'Utena (Lituània). La ciutat es troba a 26 km al nord d'Ignalina a la vora del llac Dūkštas.

## Gent notable
- Charles Rappoport (1865 - 1941) - militant polític comunista, periodista i escriptor, que va viure la major part de la seva vida a França.